# Amon Ereb
La colina de Amon Ereb (‘colina solitaria’ en sindarin) es un lugar ficticio creado por el escritor
británico J. R. R. Tolkien para su legendarium, y que es descrito en su obra El Silmarillion. 

## Historia ficticia
En Amon Ereb, Denethor, señor de los nandor, fue rodeado y muerto por los orcos en la primera batalla de las Guerras de Beleriand.
Tras el desastre de la Nírnaeth Arnoediad, Maedhros huyó a Amon Ereb durante un tiempo.